# Корпус Голубых Фонарей
Корпус Голубых Фонарей (англ. Blue Lantern Corps) — вымышленная организация, появлявшаяся в комиксах компании DC Comics. Дебютировала в Green Lantern (vol.4) #25 в декабре 2007 года и была создана писателем Джеффом Джонсом и художником Итаном Ван Скивером, а также создателем компании Адамом Уэстом.

## Биография
Корпус Голубых Фонарей один из семи Корпусов эмоционального спектра — Корпусов, которые черпают силу от семи эмоций. Был сформирован Стражами Вселенной Гансетом и Сайдом во время Войны Корпуса Синестро; штаб расположен на планете Одим. На протяжении первой половины войны, Гансет и Сайд стали всё чаще помогать Корпусу Зелёных Фонарей, за что были изгнаны из Стражей. Гансет рассказывает о пророчестве «Темнейшая ночь» Хэлу Джордану, Гаю Гарднеру, Джону Стюарту и Кайлу Райнеру. Пророчество говорит о том, что, голубой свет будет сдерживать силу врагов. После этого Гансет и Сайд отправляются на планету Одим где и создают свой собственный корпус.

### Ярость Красных Фонарей
Корпус Зелёных Фонарей попал в засаду, устроенную Корпусом Красных Фонарей, целью которых было похищение Синестро из их плена для того, чтобы отомстить ему. Хэл Джордан был ранен во время нападения одной из Красных Фонарей, Лэйры, был исцелен членом Корпуса Голубых Фонарей, Святым Уолкером. Святой Уолкер представился Хэлу как Голубой Фонарь сектора 1. Силы Джордана во время общения с Уолкером возросли во много раз, а также с помощью силы своего кольца Уолкер, создал барьер в психике Джона Стюарта, позволяющий ему противостоять энергетическим манипуляциям Красных Фонарей. Позже Уолкер доставил Джордана на планету Одим, где Гансет дал Джордану голубое кольцо, попросив его освободить Синестро из плена лидера Корпуса Красных Фонарей Атроцитуса, объяснив, что Синестро играет важную роль в приближающейся Войне Света, согласно пророчеству «Темнейшая ночь».
Джордан неохотно согласился выполнить просьбу Гансета и отправился вместе с Голубыми Фонарями в штаб-квартиру Красных Фонарей — планету-тюрьму Исмолт. Уолкер сказал Джордану что, Корпус Зелёных Фонарей не выполняет никаких важных функций, кроме как обеспечение порядка во Вселенной, а Джордан способен стать отличным Лидером Голубых Фонарей, на что Джордан ответил, что у него нет намерений покидать свой Корпус. Прибыв на Исмолт, Джордан добрался до Синестро, но был схвачен Красными Фонарями. Атроцитус приказал Лэйре убить Джордана, но приказ не был выполнен, так как подоспел Корпус Синестро. Они развязали сражение, которое было сдержано силами Святого Уолкера и Варфа. Силы Хэла Джордана во время сражения бок о бок с Голубыми Фонарями увеличились, а сами Фонари могли на равных сдерживать атаки нескольких членов Корпуса Красных Фонарей. Джордан почувствовал, что Лэйра находится под контролем красного кольца и не может с ним справится, и пытается ей помочь, но не успевает, так как Синестро убивает её. Во время схватки с Синестро, Джордан не заметил, что кольцо Лэйры, оставшееся без хозяина, овладевает им и Хэл Джордан становится одним из Красных Фонарей.
Уолкер предлагал Красным Фонарям сдаться, так как голубой цвет спектра самый сильный из всех, но Атроцитус знал, что достаточно было лишить их поддержки Корпуса Зелёных Фонарей и зелёного цвета, который делал их самым сильным Корпусом из всех. Их способности сократились до базовых — возможности полёта и возможности создания защитного поля, «ибо надежда без силы воли ничто». Чувствуя безысходность положения, Уолкер снова предложил Хэлу Джордану стать лидером Голубых фонарей и надел на него своё кольцо, в результате чего красное кольцо на Джордане уничтожилось и Джордан освободился от его влияния, после чего Корпус Синестро отступил. Вновь совмещенная зелёная и голубая энергии от колец Хэла Джордана побеждает Красный Корпус, который вынужден отступить.

### Оранжевый Агент
После событий сюжета «Ярость Красных Фонарей», Хэл Джордан вместе с Голубыми Фонарями отправился на планету Одим. Джордан заметил, что не может снять голубое кольцо даже с помощью силы своего кольца Зеленого Фонаря, на что Гансет ответил ему, что Уолкер был прав, сказав что Джордан станет превосходным лидером их Корпуса, но при этом он не должен быть Голубым Фонарём. Для того чтобы создать новое кольцо для Святого Уолкера нужен был оригинал кольца, которое Джордан не смог снять. Гансет объяснил, что чтобы снять кольцо Джордану необходимо найти в себе надежду. Джордан отправился на Оа, а Уолкер и Варф начали набор новобранцев в корпус и получают задание найти тех, кто использует силу синего цвета, так как надежда и сострадание (эмоция фиолетового цвета) должны работать вместе. На планете Оа Джордан обратился к Стражам Вселенной, но даже они не смогли снять голубое кольцо.
Встревоженный активностью Оранжевого Агента, Корпус Голубых Фонарей начал наступление, позвав на помощь и Джордана. Во время битвы Джордана с Оранжевым Агентом, Ларфлиз заметил, что его кольцо не имеет иммунитета к голубому кольцу, в отличие от зелёного. Ларфлиз решает заполучить голубое кольцо и отрубает руку Хэлу Джордану, чтобы получить его кольцо. Но оказалось, что это была иллюзия, созданная голубой энергией кольца для того, чтобы победить Ларфлиза, вселив в него надежду. Во время боя с Ларфлизом, кольцо Джордана неоднократно спрашивает его, на что он надеется. В отчаянии, Джордан говорит, что он надеется, что кольцо перестанет задавать этот вопрос после того, как он закончит схватку с Ларфлизом. Это срабатывает и Джордан получает контроль над голубым кольцом. Он снимает его и отправляет искать преемника в секторе 2828, в системе Вега, не подконтрольной Корпусу.
Стражи Вселенной понимали, что Оранжевый Агент рано или поздно найдет их и нападет, и они, в обмен на мир с Корпусом Оранжевых Фонарей, открывают Ларфлизу место расположения Корпуса Голубых Фонарей, и он нападает на них.

### Темнейшая ночь
Во время схваток Корпуса Голубых Фонарей и Ларфлиза, во время событий сюжета «Темнейшая ночь» (англ. The Blackest Night), на планету Одим прибывают несколько чёрных колец силы, которые подпитываются от смерти. Не найдя мертвых на поверхности, чёрные кольца поднялись в небо для того, чтобы дождаться чьей-нибудь смерти. Хэл Джордан, Синестро, Кэрол Феррис (с фиолетовым кольцом силы) и Индиго-1 (представитель Племени Индиго с синим кольцом силы) прибывают на Одим в разгар конфликта между Голубыми и Оранжевыми Фонарями, чтобы помочь Уолкеру создать белый свет, состоящий из семи составляющих цветов эмоционального спектра Корпусов, дабы победить Корпус Чёрных Фонарей. Голубое и зелёное кольца Джордана соединили энергию и уничтожили проекции Ларфлиза. Ларфлиз заметил, что остался один в окружении бывших членов своего Корпуса, нынешних членов Чёрного Корпуса. На Одим прибыли представители всех корпусов, но Атроцитус не желал помогать и в порыве ярости напал на Джордана и Синестро. Чтобы успокоить Атроцитуса, Святой Уолкер внушил ему иллюзию, в которой он и женщина счастливы, и состоят в Корпусе Голубых Фонарей. Когда иллюзии оказывается недостаточно, Святой Уолкер добавляет к иллюзии историю о том, как его семья погибает, и после этого Атроцитус присоединяется к ним.
Схватка с Чёрными Фонарями продолжилась на Земле и кольцо Святого Уолкера было активировано Гансетом, и привлекло Флэша Барри Аллена в качестве Голубого Фонаря.

## Оружие
Все члены Корпуса обладают голубым кольцом силы, которое подпитывается от надежды. Корпус Голубых Фонарей — самый сильный из существующих, но только при одном условии — рядом с ними должен быть хотя бы один Зеленый Фонарь. «Без силы воли — надежда ничто». Находясь рядом с Зелёным фонарём, Голубой фонарь способен исцелять раны, нейтрализовать энергию красных и оранжевых колец, а заряд поддерживающего его Зелёного фонаря многократно увеличивается, тогда как кольца Жёлтых Фонарей быстрее разряжаются. Но они могут выживать и в недружелюбных средах даже и без Зеленого Фонаря. Встречались так же неспецефичные функции колец: к примеру, Святой Уолкер смог уменьшить с помощью кольца возраст умирающего солнца на 8,5 миллиардов лет благодаря надежде обитателей планет, которым оно светило. Голубые кольца также могут внушать другим видения или иллюзии, которые предварительно построятся в воображении обладателя кольца, а ещё вселять надежду в тех, кто находится в отчаянии.
Как и все Корпуса, Корпус Голубых Фонарей обладает собственной клятвой:

«В ужасный день, в свирепый час,
Горит , мерцая пламя в нас,
C тропы надежды не свернуть  
К отчаянью закрыт нам путь, 
В войне за свет всё пропадёт,
Но луч надежды не умрёт!»  Оригинальный текст (англ.)
«In fearful day, in raging night,
With strong hearts full our souls ignite,
When all seems lost in the War of Light,
Look to the stars - For hope burns bright!»
— Гансет и Сайд, Green Lantern (vol. 4) #36 (декабрь, 2008)